# 布哈拉足球俱乐部
布哈拉足球俱乐部（FC Bukhara） 是乌兹别克斯坦足球俱乐部，位于布哈拉。创建于1960年，球队属于乌兹别克最高水平的足球联赛参赛球队之一。俱乐部主体育场为布哈拉竞技场。

## 外部連結
- 官方網站
- Weltfussballarchiv （页面存档备份，存于）
- PFC Bukhoro- UzPFL （页面存档备份，存于）